# Isodromoides
Isodromoides is een geslacht van vliesvleugeligen uit de familie Encyrtidae. De wetenschappelijke naam van dit geslacht is voor het eerst geldig gepubliceerd in 1914 door Girault.

## Soorten
Het geslacht Isodromoides is monotypisch en omvat slechts de volgende soort:
- Isodromoides triangularis Girault, 1914